# 军管区
军管区，是對日抗战至1949年間，国民政府以及後續的中華民國政府在各省设立的兵役管区。

## 历史
1933年6月17日，国民政府公布了第一部《中华民国兵役法》12条，1936年3月1日正式实施。规定：中华民国男子有服兵役的义务，兵役分国民兵役和常备兵役2种；常备兵役实行征兵制，又分现役（半年到三年）、正役（在乡军人六年）、续役（至四十周岁）。1936年8月，国民政府内政部、国民政府军政部公布《兵役法施行暂行条例》。1937年2月在各省开设兵役管区，内设征募、兵役两处及总务科。1938年2月起，各省兵役管区改组为军管区司令部，隶属国民政府军事委员会军政部。各省主席兼任军管区司令。内设：
- 征募处
- 编练处
- 总务科
- 经理科
- 参谋室
- 秘书室
- 军法室
- 医务室
- 会计室

1936年6月在苏浙皖赣豫鄂六省设立了12个师管区，试办征兵业务。
1936年8月17日，军政部公布《陆军兵役管区暂行条例》及《师管区司令部组织暂行条例》，规定兵役管区应就指定区域划分为各师管区，每个师管区下分为3-4个团管区，师及团管区的划分应力求与行政区域相一致。师管区司令部直隶于军政部，处理师管区兵役事务、在乡军人管理与在乡军官佐籍等事项。
1937年抗战爆发时，苏赣闽豫鄂湘六省成立金陵、南抚、赣南、豫北、荆宜、衡郴、宝永、建延8个师管区，苏沪、杭嘉、长岳、辰沅、闽海、汀漳及山东、贵州、四川、陕西、甘肃、广东、云南、宁夏14个师管区筹备处，并于湖北、湖南、江西、安徽、浙江、江苏、河南、陕西设立兵役管区司令部。1937年9月，广东省划分为粤海、潮惠、高钦、岭南、琼崖5个师管区，11月撤销广东省师管区筹备处。
1938年，为改进兵役事务，在湖南、湖北、安徽、江西、浙江、福建、河南、陕西、四川、贵州、广东、广西等12个省成立军管区（原四川、贵州、陕西等师管区筹备处撤销），军管区司令部由该省兵役管区司令部、国民军事训练委员会合并组成，司令由省政府主席兼任，负责全省兵役行政工作，统辖各该省师管区。1938年2月，湖北江汉、湖南长岳、辰沅、福建闽海、汀漳5个师管区筹备处改为师管区司令部，并增设陕西关中、陕南、贵州贵兴、镇遵4个师管区。1938年4月修正《兵役法施行暂行条例》，规定初、高中以上在校学生可以缓免常备兵役。主管和实施征兵事务的机构是军政部及内政部。1938年7月，在四川设立成茂、叙泸、渝酉、夔巫、建南、川北6个师管区。10月，成立西康师管区。11月，在广西成立桂柳、邕龙、浔梧3个师管区。1938年12月，安徽省按行政督察专区划为9个团管区，直隶于安徽省军管区司令部；湖北省原设之12个团管区按行政督察区域划为8个团管区，一律由行政督察专员兼任司令。至1938年年底，全国共有军管区12个、师管区35个、团管区133个、师管区筹备处4个。
1939年1月设甘肃省军管区司令部及兰肃、平秦两师管区司令部。2月设云南省军管区司令部及昆昭、楚大、建宁3个师管区司令部。1939年2月军政部下属的兵役科升格为兵役署。具体负责征兵的为各省政府（后各省多成立军管区）、师管区、团管区、县市政府、区公所、乡镇（联保）。 “军政部是全国兵役行政的总发令机关，兵役署是全国兵役总规划机关，军管区司令部是全省兵役总筹划总执行机关，师管区司令部是分区的承转指导机关，团管区司令部是直接指导督促的机关，团区以下，则国民兵团及其所属区队、乡（镇）队、保队、甲班等与夫常备队、自卫队、预备队等各级队之组织，为训练服役机关，县政府的军事科及区、乡（镇）公所为征集机关”。师管区司令部驻在地的团管区业务由师管区司令部兼办，不另设团管区司令部。 师管区司令部直辖2至4个补充兵团，担任接兵、编练、送补前方野战军的任务。 各县政府成立军事科承办各县兵役业务，而“具体的征兵事务则由所属区、乡（镇）、保、甲负责执行”。1939年3月西康师管区为军管区；1939年11月恢复豫东师管区。截至1939年年底，全国共有军管区14个、师管区42个、团管区160个。各军、师管区共有补充团190个，人数22.4836万人；26个补训处，共21.5万人。
1940年春，军事委员会决定以军为单位，重新划分配属的师管区。1941年9月，国民政府决定把团管区一级撤消，管区改为军和师两级。全国重新改划为100个师管区、10个预备师管区，与调整全国陆军部队为100个军的方案相适应。调整后，全国设军管区15个、师管区109个、独立团管区3个、招募处1个、征兵事务所10个、师管区筹备处1个。以每个师管区配属一个军为原则。各补训处亦配属固定师管区征补。使征、补、训三者合一。师管区司令由配属军保荐副军长或资深师长兼任师管区司。 1942年12月，国民政府公布施行《战时征补兵员实施办法》，对征兵调查办法、抽签办法、检查办法、征集办法、兵员补充办法、新兵交接办法、征兵宣传办法、优待军人家属办法等做出较为详细全面的规定。为扩大兵源，1943年3月国民政府公布《修正兵役法》6章32条，对1933年兵役法进行了较大的修改和补充，特别取消了对初、高中学生的缓免役规定。1943年，国民政府颁布《三十二年陆军各部队改进大纲》，规定三师制甲种军充实两个师担任前方作战任务，余下的1个师调驻配属师管区担任征补训工作称为后调师；两师制乙种军，以两个团调往后方。后调师到达的师管区，其司令由后调师师长兼任。配属两个军的师管区，其司令由军政部派人专任。
1944年6月底，全国共有军管区16个、师管区109个、独立团管区2个、征兵事务所17个。1944年10月，国民政府颁布实施了知识青年志愿从军的多种条令，至1945年1月，知识青年志愿从军运动结束，计有50865名大中学生和公教人员志愿从军。1944年11月15日兵役署扩大为行政院兵役部。1944年11月20日，何应钦辞去军政部长职务，蒋介石特任陈诚为军政部长。截至11月底，全国共有军管区16个、师管区95个、独立团管区2个、征兵事务所5个。1945年3月，各省军管区改隶兵役部。抗战胜利时，全国保留89个师管区。
1946年5月，兵役部撤销，改隶国防部。

## 军管区列表
军管区下辖师管区。师管区下辖团管区。团管区下辖县军事科（征训科）等机构。1946年秋，全国17个军管区，60个师管区，199个团管区。
- 浙江省军管区：省主席沈鸿烈兼。1941年9月辖永乐、临黄、金衢、丽云、嵊绍、鄞奉、兰嘉等7个师管区。
  - 浙东师管区：司令曹天戈
- 安徽省军管区：1938年3月1日在六安正式成立，省主席李宗仁任兼任司令。1941年9月辖宣芜、贵徽、怀太、合六、阜颖、蒙毫等6个师管区及滁泗招募处。
- 山东省军管区
  - 鲁东师管区
  - 鲁西师管区
  - 鲁南师管区
  - 鲁北师管区
- 湖南军管区，12个团管区[2]1941年9月辖长潭、湘宁、岳浏、常益、澧慈、衡耒52軍、桂郴、茶醴、邵新、芷绥、零道、沅水（下设永顺征兵事务所）等12个师管区、1个征兵事务所。
  - 湘东师管区
  - 湘北师管区
  - 湘南师管区
  - 湘西师管区
- 甘肃省军管区：1939年成立。甘肃省主席朱绍良兼任司令（后谷正伦、郭寄峤），设副司令2人，参谋长1人，下编参谋、副官、征募、训练等4个科。1941年9月辖陇右、陇南、陇东3个师管区及河西独立团管区。
- 四川省军管区：1938年6月1日成立，由代理四川省主席王缵绪兼任军管区司令。 原设的6个补训处、1个壮丁验编处及社会军训委员会等机构裁撤，其业务并入军管区司令部统一管理。1938年7月1日，四川省遵照军政部的规划，成立了6个师管区，每个师管区管辖3个团管区，共18个团管区，另有1个征兵事务所。1941年9月辖辖成茂、绵广、泸永、隆富、资简、荣威、叙南、涪酉、渝江、永荣、嘉峨、邛大、万忠、夔巫、广合、达梁、通南、遂武、潼蓬、乐安、顺营、剑平等22个师管区。
  - 成茂师管区，司令部设成都，下辖成都、茂县、绵阳3个团管区
  - 叙泸师管区，司令部设宜宾，下辖宜宾、泸县、资中3个团管区；
  - 渝酉师管区，司令部设重庆，下辖巴县、涪陵、永川3个团管区和1个酉阳征兵事务所；
  - 建南师管区：司令部设乐山，下辖乐山、眉山、邛崃3个团管区；
  - 夔绥师管区：司令部设万县，下辖万县、大竹、巴中3个团管区；
  - 川北师管区：司令部设遂宁，下辖遂宁、南充、剑阁3个团管区。
- 贵州省军管区：辖贵节（下设毕节征兵事务所）、安兴（下设兴仁征兵事务所）、镇独（下设独山征兵事务所）、遵务（下设思南征兵事务所）4个师管区。
- 广西省军管区辖桂乐、柳庆、郁贵、邕龙（下设龙津征兵事务所）、浔梧、田武（下设武鸣征兵事务所）6个师管区、2个征兵事务所。
- 广东省军管区辖肇清、罗云、广平、梅揭、普丰、惠龙、南韶、茂阳、钦廉、琼崖10个师管区。
- 福建省军管区辖龙漳、泉安、福闽、莆永、建延（下设将乐征兵事务所）等5个师管区、1个征兵事务所。
- 湖北省军管区辖陵都、恩宜、襄枣、郧均、江汉（下设礼山征兵事务所）等5个师管区、1个征兵事务所。
- 江西省军管区辖赣南、吉泰、南抚、清萍、饶梁、南浔等6个师管区。
- 河南省军管区辖郑荥14軍、汴兰、商宁、淮项、许郾、洛渑、临嵩、南舞、镇新、信罗、潢商、汝平、豫北98軍等13个师管区。
- 陕西省军管区辖长咸、凤邠、华潼、汉中、安石等5个师管区。
- 云南省军管区辖昆宜、昭宣、建文、楚宁、腾大等5个师管区。
- 西康省军管区辖西昌、雅安2个团管区。
- 宁夏省设1个师管区筹备处。1944年5月改为宁夏师管区。
- 山西省军管区：1942年3月设立。辖孝石、绛荥、吉永3个师管区（每个师管区各辖1征兵事务所）
- 青海师管区：1944年5月设立。